# Portugal op de Olympische Zomerspelen 1924
Portugal nam deel aan de Olympische Zomerspelen 1924 in Parijs, Frankrijk. De Portugezen wonnen hun allereerste Olympische medaille.

## Medailleoverzicht
| Sport        | Olympiër                                     | Onderdeel           | Medaille |
| ------------ | -------------------------------------------- | ------------------- | -------- |
| Paardensport | António Borges Hélder de Souza José Mouzinho | springconcours team | Brons    |

## Deelnemers en resultaten

### Atletiek
| Olympiër          | Onderdeel       | Resultaat | Prestatie             |
| ----------------- | --------------- | --------- | --------------------- |
| Gentil dos Santos | 100m (m)        | series    | serie 2: 4de          |
| Karel Pott        | 100m (m)        | series    | serie 8: 5de          |
| Gentil dos Santos | 200m (m)        | series    | serie 10: 3de in 23,0 |
| Karel Pott        | 200m (m)        | DNS       | niet gestart          |
| Ápio Almeida      | verspringen (m) | DNS       | niet gestart          |

### Gewichtheffen
| Olympiër        | Onderdeel | Resultaat | Prestatie |
| --------------- | --------- | --------- | --- |
| António Pereira | -60kg (m) | DNF       | trekken eenhandig: 16de met 55kg stoten eenhandig: 12de met 65kg drukken: 14de met 65kg trekken tweehandig: niet gefinisht |

### Paardensport
| Olympiër                                     | Onderdeel   | Resultaat | Prestatie         |
| -------------------------------------------- | ----------- | --------- | ----------------- |
| António Borges                               | individueel | 5e        | 12,00 strafpunten |
| Luís Cardoso de Menezes                      | individueel | 31e       | 36,00 strafpunten |
| Hélder de Souza                              | individueel | 12e       | 19,00 strafpunten |
| José Mouzinho                                | individueel | 17e       | 22,00 strafpunten |
| António Borges Hélder de Souza José Mouzinho | team        | Brons     | 53,00 strafpunten |

### Schermen
| Olympiër | Onderdeel      | Resultaat | Prestatie |
| --- | -------------- | --------- | --- |
| Mário de Noronha | degen (m)      | 14e       | 1ste ronde groep 2: 3de V van SWE Hellsten V van BEL Tom W van ITA Compagna W van URU Belo W van ESP de Pomés W van NOR Lorentzen W van EGY Hassanein V van GRE Triantafyllakos V van NED Brouwer 1ste ronde barrage: 1ste W van BEL Tom W van GRE Triantafyllakos W van URU Belo V van NED Brouwer kwartfinale 3: 3de V van SUI Fitting V van ITA Compagna W van BEL Anspach W van NED van Blijenburgh W van URU Rolando W van GRE Triantafyllakos W van SWE Lagercrantz W van GBR Frater V van USA Milner V van FRA Massard halve finale 1: 7de V van BEL Delporte V van ITA Compagna V van SWE Hellsten V van FRA Ducret V van ARG Lucchetti W van BEL Tom W van FRA Cornereau W van NOR Heide W van SUI Jacquet W van SUI Fitting V van DEN Osiier |
| António Mascarenhas de Menezes | degen (m)      | 55e       | 1ste ronde groep 7: 8ste V van ESP García V van CUB Fonst V van FRA Buchard V van SUI Jacquet V van SWE Lagercrantz W van NOR Heide W van NED de Beaufort V van ARG Bollini V van DEN Berthelsen |
| Ruimondo Mayer | degen (m)      | 26e       | 1ste ronde groep 6: 2de V van FRA Cornereau W van ARG Paunero W van DEN Ryefelt W van USA Lyon W van GBR Montgomerie W van TCH Tille V van NOR Akre-Aas V van NED van Blijenburgh kwartfinale 2: 7de V van SWE Gripenstedt V van CUB Fonst V van SUI Jacquet V van FRA Cornereau V van DEN Ryefelt W van BEL Tom W van ARG Nazar W van NED Brouwer V van USA Breed |
| Frederico Paredes | degen (m)      | 31e       | 1ste ronde groep 1: 3de V van BEL Gevers V van SWE Lindblom W van EGY Misrahi W van NED van Boven W van GRE Nikolopoulos W van DEN Stilling-Andersen W van NOR Falkenberg V van USA Calnan V van ESP Miguel kwartfinale 1: 8ste V van BEL Delporte V van ESP García V van ARG Lucchetti V van NOR Heide V van FRA Ducret W van DEN Osiier W van SWE Lindblom W van USA Calnan V van EGY Agathon V van GBR Holt |
| A. Pinto Leite António Mascarenhas de Menezes Frederico Paredes Henrique Cunha da Silveira Jorge de Paiva Mário de Noronha Paulo d'Eça Leal Ruimondo Mayer | degen team (m) | 4e        | 1ste ronde groep 4: 1ste V van Nederland: 6-10 W van Denemarken: 10-6 W van Uruguay: 10-6 kwartfinale 1: 1ste W van Cuba: 11-5 W van Groot-Brittannië: 12-4 halve finale 1: 2de V van Verenigde Staten: 6-10 finale: 4de V van Frankrijk: 4-11 V van België: 7-9 V van Italië: 7-8 |
| Gil d'Andrade | floret (m)     | 16e       | 1ste ronde groep 12: 3de V van BEL Dufrane: 3-5 V van ARG Casco: 3-5 W van GRE Foustanos: 5-1 2de ronde groep 2: 3de V van BEL Van Damme: 1-5 V van NOR Lorentzen: 2-5 W van NED Nederpeld: 5-3 W van URU Mendy: 5-3 W van USA Bloomer: 5-4 kwartfinale 1: 6de V van ESP Delgado: 0-5 V van AUT Ettinger: 4-5 V van FRA Coutrot: 2-5 V van BEL Van Damme: 0-5 V van GBR Montgomerie: 4-5 |
| Manuel Queiróz | floret (m)     | 17e       | 1ste ronde groep 7: 1ste W van ESP Delgado: 5-3 W van NOR Lorentzen: 5-3 W van TCH Javůrek: 5-4 2de ronde groep 3: 3de V van BEL Crahay: 2-5 V van ESP Delgado: 4-5 W van GBR Doyne: 5-3 W van SUI Fitting: 5-3 W van AUT Gottfried: 5-1 kwartfinale 2: 6de V van GBR Seligman: 4-5 V van FRA Ducret: 3-5 V van USA Calnan: 3-5 V van BEL Crayhay: 3-5 W van DEN Osiier: 4-5 |

### Schietsport
| Olympiër                                                                         | Onderdeel                          | Resultaat | Prestatie  |
| -------------------------------------------------------------------------------- | ---------------------------------- | --------- | ---------- |
| António Ferreira                                                                 | 50m geweer (m)                     | 55e       | 367 punten |
| António Martins                                                                  | 50m geweer (m)                     | 20e       | 387 punten |
| Francisco Mendonça                                                               | 50m geweer (m)                     | 49e       | 371 punten |
| Francisco António Real                                                           | 50m geweer (m)                     | 62e       | 355 punten |
| Dario Canas                                                                      | 600m vrij geweer (m)               | 62e       | 65 punten  |
| António Ferreira                                                                 | 600m vrij geweer (m)               | 55e       | 70 punten  |
| Manuel Guerra                                                                    | 600m vrij geweer (m)               | 71e       | 50 punten  |
| Francisco António Real                                                           | 600m vrij geweer (m)               | 69e       | 55 punten  |
| Dário Canas Manuel Guerra António Ferreira Félix Bermudes Francisco António Real | 400m,600m&800m militair geweer (m) | 17e       | 427 punten |
| António Ferreira                                                                 | 25m snelvuurpistool (m)            | 40e       | 13 punten  |
| António Martins                                                                  | 25m snelvuurpistool (m)            | 9e        | 17 punten  |
| Francisco Mendonça                                                               | 25m snelvuurpistool (m)            | 9e        | 17 punten  |
| António Montez                                                                   | 25m snelvuurpistool (m)            | 30e       | 15 punten  |

### Zwemmen
| Olympiër                                 | Onderdeel      | Resultaat | Prestatie                                         |
| ---------------------------------------- | -------------- | --------- | ------------------------------------------------- |
| António Casanovas                        | enkelspel (m)  | DNS       | 1ste ronde: V van CHI Torralva: walk-over         |
| Rodrigo Castro Pereira                   | enkelspel (m)  | 61e       | 1ste ronde: V van ARG Hortal: 1-6, 4-6, 2-6       |
| António Casanovas Rodrigo Castro Pereira | dubbelspel (m) | DNS       | 1ste ronde: V van ESP Flaquer/Saprissa: walk-over |

### Zeilen
| Olympiër                   | Onderdeel        | Resultaat | Prestatie |
| -------------------------- | ---------------- | --------- | --------- |
| Frederico Guilherme Burnay | 12 voets jol (m) | 8e        |           |

### Zwemmen
| Olympiër               | Onderdeel           | Resultaat | Prestatie              |
| ---------------------- | ------------------- | --------- | ---------------------- |
| Mário da Silva Marques | 200m schoolslag (m) | 28e       | serie 5: 6de in 3.32,4 |

## Officials
- José Pontes (chef de mission)
- Nobre Guedes (chef de mission)
- Salazar Carreira (cchef de mission)
- João Sassetti (schermen)
- Gil d'Andrade (schermen)
- C. de Mello (gewichtheffen)

Argentinië · Australië · België · Brazilië · Brits-Indië · Bulgarije · Canada · Chili · Cuba · Denemarken · Ecuador · Egypte · Estland · Filipijnen · Finland · Frankrijk · Griekenland · Groot-Brittannië · Haïti · Hongarije · Ierland · Italië · Japan · Joegoslavië · Letland · Litouwen · Luxemburg · Mexico · Monaco · Nederland · Nieuw-Zeeland · Noorwegen · Oostenrijk · Polen · Portugal · Roemenië · Spanje · Tsjecho-Slowakije · Turkije · Uruguay · Verenigde Staten · Zuid-Afrika · Zweden · Zwitserland